# Geophagus
Geophagus – rodzaj ryb słodkowodnych z rodziny pielęgnicowatych (Cichlidae), zaliczany do grupy ziemiojadów (ryb przesiewających osady denne w poszukiwaniu pożywienia).

## Występowanie
Ameryka Południowa.

## Klasyfikacja
Gatunki zaliczane do tego rodzaju:
| - Geophagus abalios López-Fernández & Taphorn, 2004 - Geophagus altifrons Heckel, 1840 - Geophagus argyrostictus Kullander, 1991 - Geophagus brachybranchus Kullander & Nijssen, 1989 - Geophagus brasiliensis (Quoy & Gaimard, 1824) – ziemiojad brazylijski - Geophagus brokopondo Kullander & Nijssen, 1989 - Geophagus camopiensis Pellegrin, 1903 - Geophagus crassilabris Steindachner, 1876 - Geophagus crocatus Hauser & López-Fernández, 2013 - Geophagus diamantinensis Mattos, Costa & Santos, 2015 - Geophagus dicrozoster López-Fernández & Taphorn, 2004 - Geophagus gottwaldi Schindler & Staeck, 2006 - Geophagus grammepareius Kullander & Taphorn, 1992 - Geophagus harreri Gosse, 1976 - Geophagus iporangensis Haseman, 1911 - Geophagus itapicuruensis Haseman, 1911 - Geophagus megasema Heckel, 1840 | - Geophagus mirabilis Deprá, Kullander, Pavanelli & da Graça, 2014 - Geophagus multiocellus Mattos & Costa, 2018 - Geophagus neambi Lucinda, Lucena & Assis, 2010 - Geophagus obscurus (Castelnau, 1855) - Geophagus parnaibae Staeck & Schindler, 2006 - Geophagus pellegrini Regan, 1912 - Geophagus proximus (Castelnau, 1855) - Geophagus pyrineusi Deprá, Ohara & Silva, 2022 - Geophagus pyrocephalus Chuctaya, Nitschke, Andrade, Wingert & Malabarba, 2022 - Geophagus rufomarginatus Mattos & Costa, 2018 - Geophagus santosi Mattos & Costa, 2018 - Geophagus steindachneri Eigenmann & Hildebrand, 1922 – ziemiojad czerwonogłowy - Geophagus surinamensis (Bloch, 1791) – ziemiojad surinamski - Geophagus sveni Lucinda, Lucena & Assis, 2010 - Geophagus taeniopareius Kullander & Royero, 1992 - Geophagus winemilleri López-Fernández & Taphorn, 2004 |

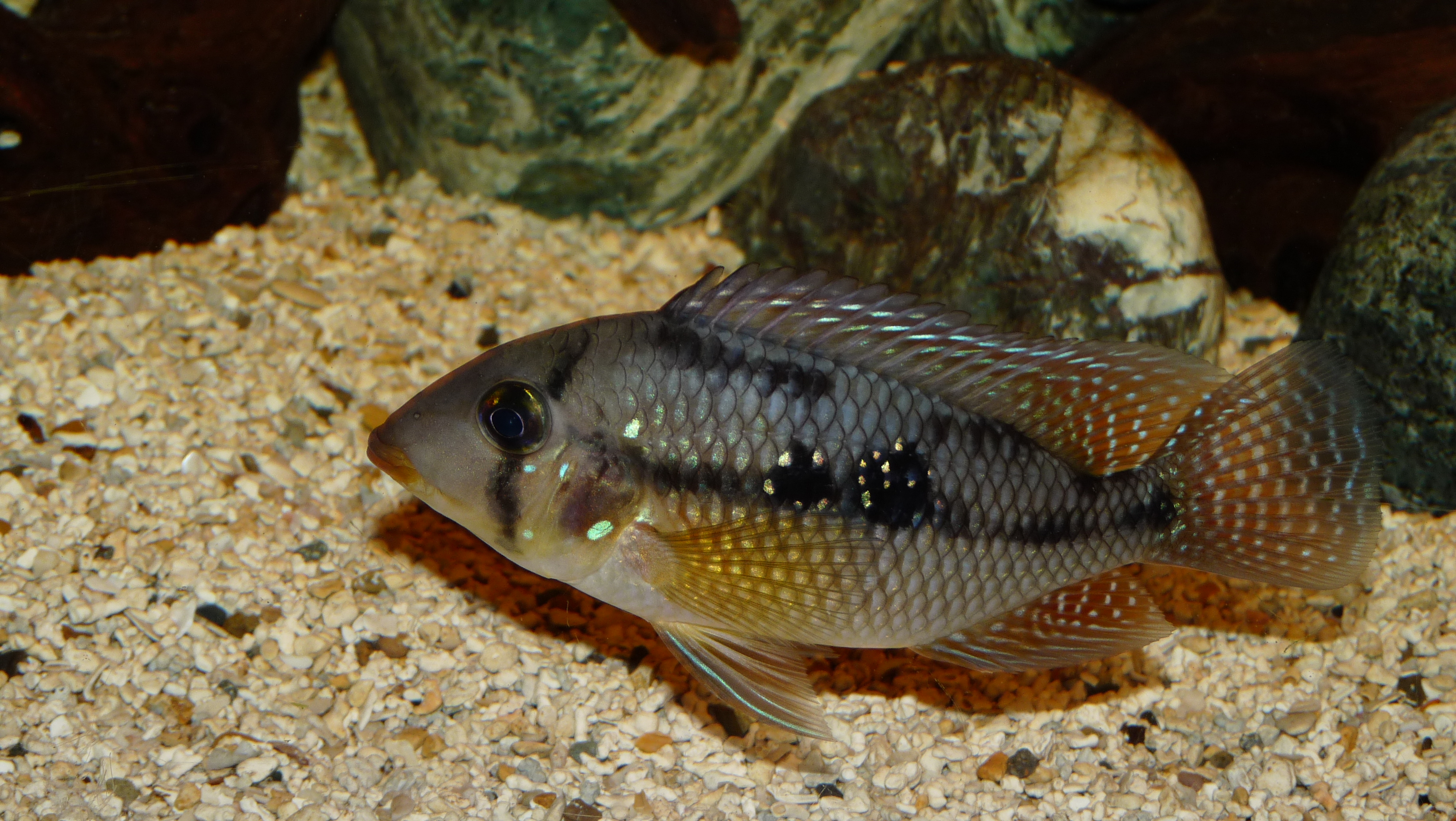
Geophagus brasiliensis
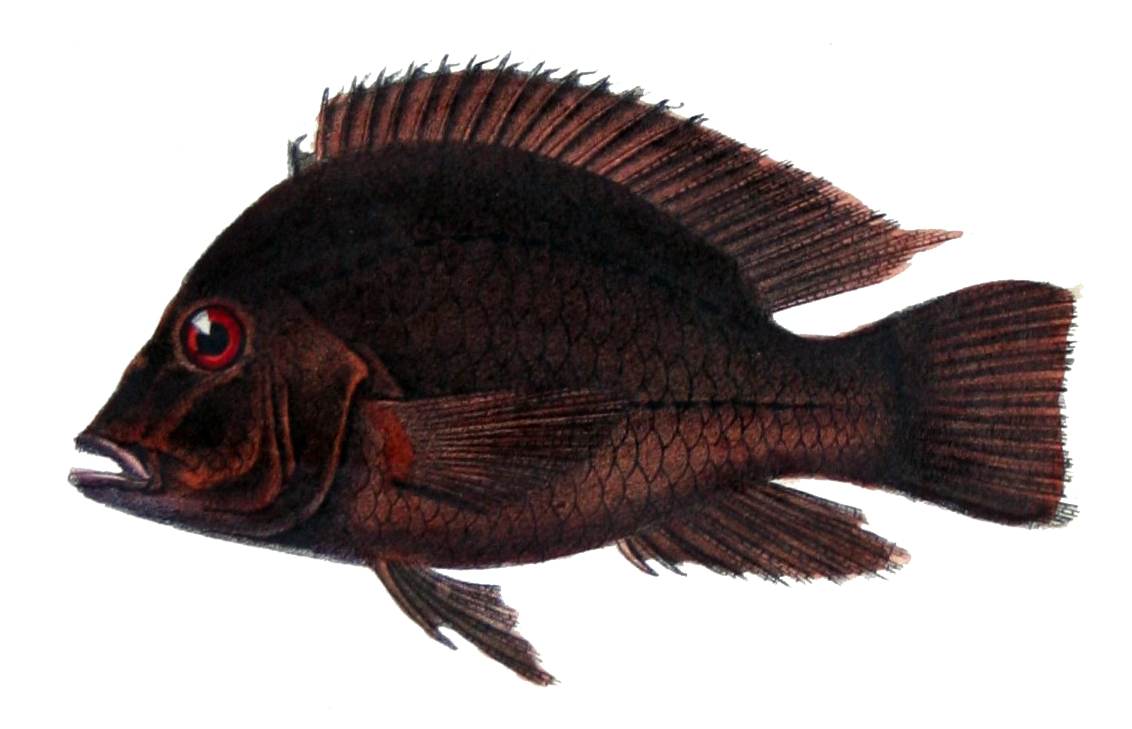
Geophagus obscurus
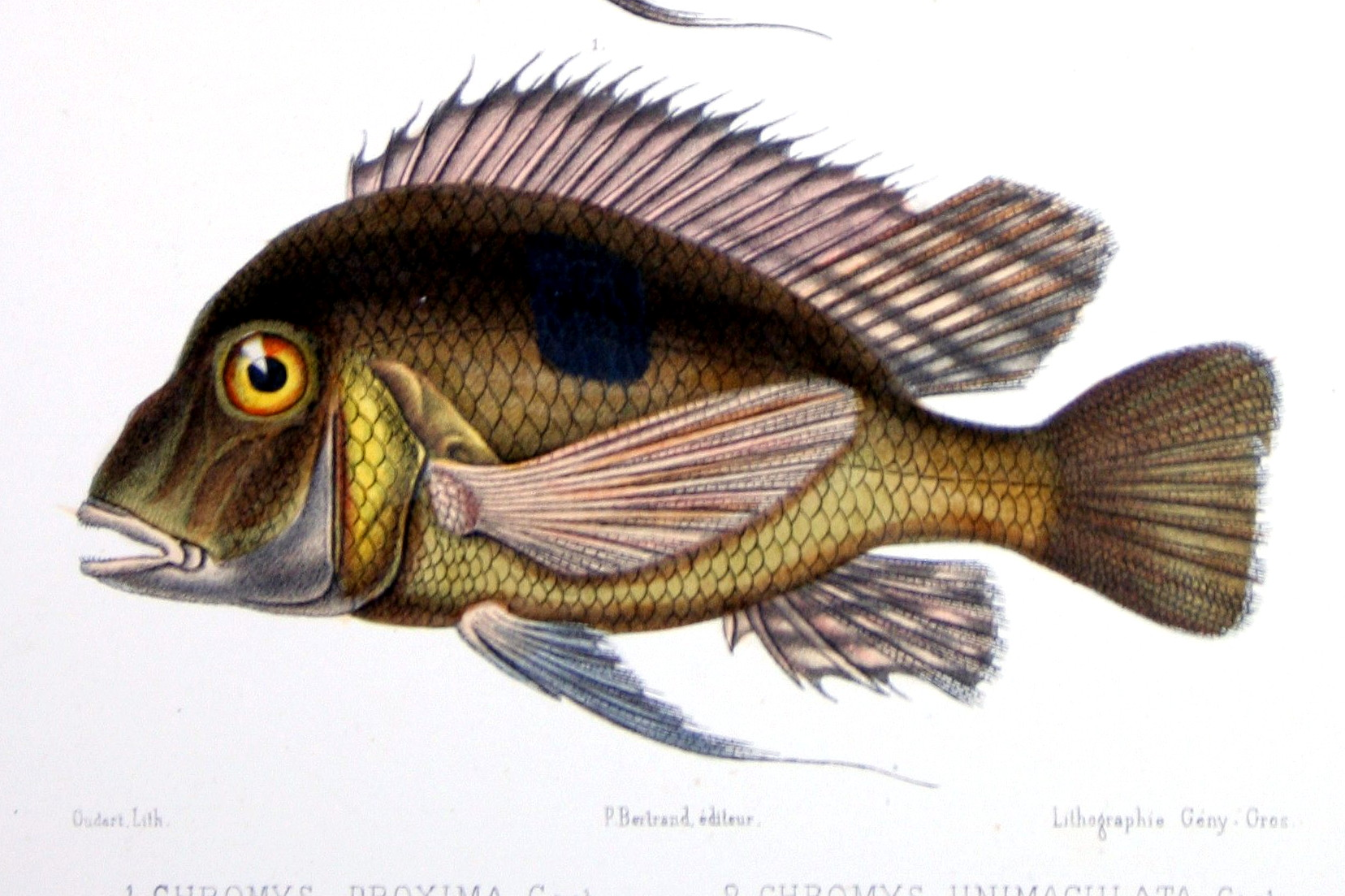
Geophagus proximus
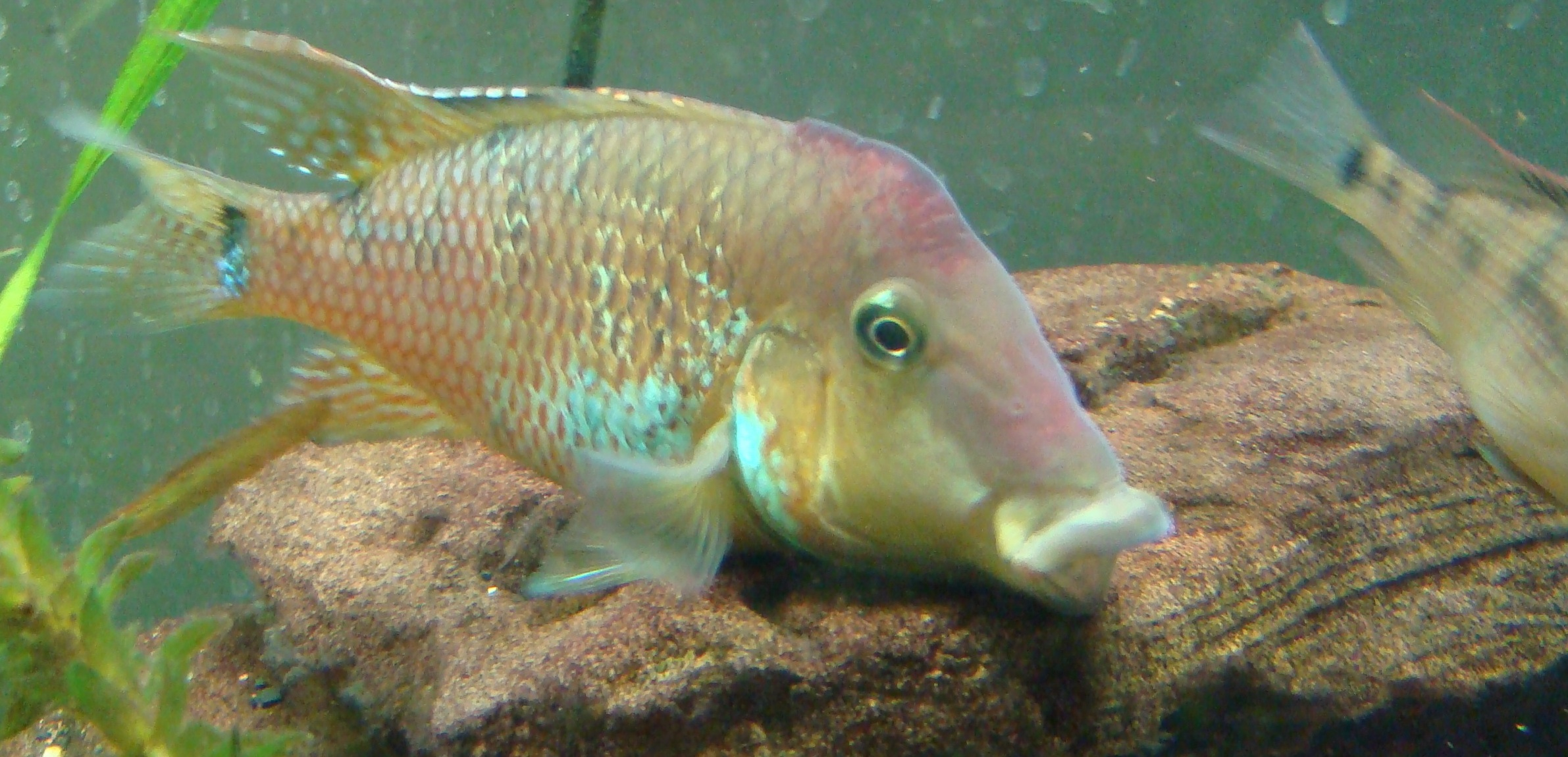
Geophagus steindachneri